# کازوهیرو سانو
کازوهیرو سانو (انگلیسی: Kazuhiro Sano؛ زادهٔ ۱۹۵۶ (۶۸–۶۹ سال)) کارگردان فیلم، بازیگر، و فیلم‌نامه‌نویس اهل ژاپن است.